# Axylia clara
Axylia clara là một loài bướm đêm trong họ Noctuidae.